# Мовний сепаратизм
Мо́вний, або лінгвісти́чний сепарати́зм (лінгвосепарати́зм) — позиція, що характеризується підтримкою виокремлення певного різновиду мови (наріччя, діалекту) з метою створення на його основі окремої мови. Вперше це явище було проаналізовано в каталонській соціолінгвістиці, але лінгвосепаратистські рухи існують і в інших країнах світу.

## Окситано-каталонський

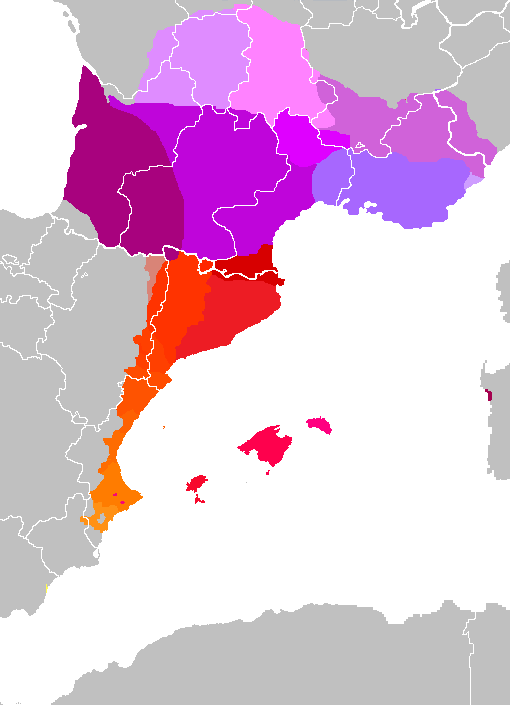
Окситано-романські діалекти:
Віваро-альпійський
Овернський
Лімузинський
Провансальський
Лангедокський
Гасконський
Балеарський
Алгерський
Північнокаталонський
Центральнокаталонський
Північно-західний каталонський
Валенсійський
Рібагорський

| Віваро-альпійський Овернський Лімузинський Провансальський Лангедокський Гасконський | Балеарський Алгерський Північнокаталонський Центральнокаталонський Північно-західний каталонський Валенсійський Рібагорський |

### Загальна характеристика
На окситано-каталонському мовному просторі лінгвістичний сепаратизм — новітнє явище, що з'явилося в 1970-х роках. Мовний сепаратизм рівною мірою властивий як окситанській, так і каталонській мові, і має такі спільні риси:
- Розрив із традиціями окситанського та каталонського відродження XIX століття, для якого характерне твердження про єдність обох мов.
- Часто навмисна необізнаність з традицією романського мовознавства, яке постулює єдність окситанської та каталонської мов[3].
- Гострий акцент на культурній ідентичності, пов'язаній з діалектами, що розглядаються як окремі мови.
- Відсутність успіху (або дуже маргінальна позиція) в лінгвістичних дослідженнях[4].
- Активне лобіювання в регіональних політичних колах.
- Підтримка систем письма та будь-яких настанов, що порушують мовну єдність і підкреслюють діалектні відмінності.

### У каталонській мові
У каталонській мові існує три різновиди мовного сепаратизму:
- Валенсійський
- Балеарський
- Лінгвосепаратизм Ла-Франжа, або Західної смуги.

#### Валенсійський
Валенсійський лінгвосепаратизм, або блаверизм, з'явився під час демократичного переходу в кінці 1970-х років, після падіння франкістського режиму. Підтримується деякими консервативними і, як правило, іспаномовними колами валенсійського суспільства, які каталонські націоналісти називають «постфранкістськими». Має різний вплив на населення: валенсійці зазвичай називають свою мову «валенсійською», але розділені щодо єдності каталонської: деякі погоджуються з тим, що «валенсійська» — це просто регіональна назва каталонської мови, інші ж вважають, що валенсійська має бути мовою, відмінною від каталонської. Блаверизм не впливає на наукове лінгвістичне товариство. Валенсійські установи й прихильники каталонської єдності використовують офіційну норму каталонської (кодифіковану Інститутом каталонських студій та Валенсійською мовною академією), тоді як прихильники блаверизму переважно користуються нестандартною системою письма під назвою Normes del Puig.

#### Балеарський
На Балеарських островах мовний сепаратизм досить непомітний і підтримується кількома культурними асоціаціями. Має дуже незначний вплив на населення. Балеарський лінгвосепаратизм є частиною більш широкого (але неорганізованого) руху під назвою «гонелізм» (кат. gonellisme), що бореться проти стандартизації каталонської мови.

#### Лінгвосепаратизм Ла-Франжа
У Західній смузі (каталономовна область на сході Арагону) мовний сепаратизм з'явився в 2000-х роках і є вельми маргінальним. Підтримується лише частиною проарагонських рухів, що самі є меншістю, які перебільшують арагонський вплив на каталонську мову Арагону, називаючи її арагонською, незважаючи на те, що справжня арагонська мова нетотожна каталонській. Прикладом санкціонованого державою лінгвосепаратизму є Закон про мови Арагону (2013), що називає каталонську мову Західної смуги «арагонською мовою східного регіону».

### В окситанській мові
В окситанській мові є такі сепаратистські рухи:
- Овернський
- Провансальський
- Гасконсько-беарнський.

#### Овернський
В Оверні лінгвосепаратизм започаткований у 1970-х роках П'єром Бонно, який кодифікував т. зв. «боннівську норму», заснував регіональну асоціацію Cercle Terre d'Auvergne та періодичне видання Bïzà Neirà. Має незначний вплив на населення через занепад самої окситанської мови. Овернські культурні кола розділені між баченням окситанської мови як єдиної (що пов'язане з класичною нормою окситанської) і мовним сепаратизмом (пов'язаним з боннівською нормою).

#### Провансальський
Провансальський лінгвосепаратизм з'явився в 1970-х роках у працях Луї Байля і був відновлений у 1990-х роках Філіппом Бланше й такими групами, як Union Provençale та Collectif Provence. Прихильники цього руху користуються містральською нормою (однак деякі її носії традиційно заявляють про єдність окситанської мови). Має незначний вплив на населення. Прованські культурні кола розділені між унітарним баченням (яке поділяють носії як містральської, так і класичної норм) та мовним сепаратизмом (підтримується деякими носіями містральської норми). 5 грудня 2003 року Регіональна рада регіону Прованс — Альпи — Лазурний Берег ухвалила резолюцію, що затвердила принцип єдності «окситанської мови або ланг д'Ок» і той факт, що провансальська є її частиною.

#### Гасконсько-беарнський
На території поширення гасконського діалекту мовносепаратистський рух започаткував Жан Лафітт, що був створив у 2000-х роках асоціацію під назвою Institut Béarnais et Gascon. Має незначний вплив на населення. Прихильники цього руху вживають одну з двох нестандартних модифікацій окситанської мови, на основі класичної і містральської норм. Гасконські та беарнські культурні кола майже одностайно підтримують бачення окситанської мови як єдиної. У долині Аран (частина гасконської окситаномовної області в Іспанії) аранську говірку офіційно визнано частиною окситанської мови. Законодавство напівавтономної Аранської долини (1990) іменує місцеву говірку «аранська, різновид окситанської мови, що властивий Аранській долині». Аналогічним чином законодавство Каталонії, реформоване 2006 року, підтверджує це формулюванням: «окситанська мова, яку в Арані називають аранською».

## Галісійський
Розпад галісійсько-португальського мовного простору почався в 1139 році, коли південне Португальське графство відокремилося від васального Галісійського королівства, ставши незалежним Португальським королівством. Тим часом північна частина країни залишалася під владою Леонського королівства, яке 1230 року було приєднане до Кастильської Корони Фернандо III. Попри політичне розділення, у IX — XIV століттях розмовна романська мова по обидва береги річки Міню майже не відрізнялася.

Поширення галісійсько-португальської мови в ході Реконкісти

Галісійсько-португальська мова досягла високого престижу в добу раннього Середньовіччя, ставши мовою ділового листування й художньої літератури. На галісійській основі виникло поетичне койне трубадурів, яким користувалися також португальські та кастильські поети. Наприкінці XV століття кастильське панування посилилося, а галісійсько-португальську мову було витіснено з офіційного вжитку та богослужіння. Протягом наступних століть галісійська мова побутувала серед сільського населення у формі диглосії, зазнаючи сильного іспанського впливу. Тим часом дуже близька до неї мова Португалії залишалася офіційною і в ході Реконкісти поширилася до південного узбережжя Піренейського півострова, а згодом і по всій Португальській колоніальній імперії.
У XIX столітті виник рух Решурдіменто (гал. Rexurdimento — відродження), що розпочав боротьбу за офіційне визнання галісійської мови, яка до 1978 року вважалася діалектом іспанської. Початком галісійського відродження вважається публікація в 1863 році збірки «Галісійські пісні» (гал. Cantares gallegos) Росалії де Кастро, яку визнано класиком сучасної галісійської літератури, поряд з Едуардо Пондалом і Мануелом Курросом Енрікесом. Характерною ознакою нової літератури стало використання іспанського правопису та численні кастилізми. Однак деякі письменники — Ернесто Герра да Кал, Вісенте Вікейра, Еварісто Корреа Калдерон — користувалися португальською орфографією.
У 1976 році Хосе Мартіньйо Монтеро Санталья опублікував «Галісійсько-португальський уніфікаційний правопис», наблизивши галісійське написання до португальського зі збереженням діалектних розбіжностей. Згодом, 1979 року, Санталья розробив «Керівництво для галісійсько-португальської мовної реінтеграції». Його ідеї було зібрано та впорядковано в серії праць Рікардо Карвальйо Калеро в 1980 році. Цей стандарт, пізніше названий міжнародною нормою, дав початок рухові зближення з португальською мовою, що відомий як реінтеграціонізм або лузизм. Прихильники цієї концепції критикують галісійський лінгвосепаратизм як «кастрапізм» (від кастрапо — явище, аналогічне суржику) та «ізоляціонізм», вважаючи галісійську і португальську різновидами однієї мови. Відповідно до цього, метою лузистського руху є входження обох мов у єдиний діалектний континуум шляхом використання лексичних, орфографічних і морфологічних особливостей, наближених до португальських та середньовічних галісійсько-португальських. 1981 року засноване провідне об'єднання реінтеграціоністів — Галісійська мовна асоціація.
У 1982 році, через рік після надання Галісії автономного статусу, було створено офіційну норму, засновану на орфографії письменників Решурдіменто. Більшість авторів, як-от Альфонсо Кастелао, Вісенте Ріско, Отеро Педрайо, користувалися цим стандартом, навіть якщо визнавали мовну єдність з португальцями, вважаючи пріоритетнішим читання населенням і досягнення політичної автономії. Нині офіційну норму підтримує Королівська галісійська академія, її викладають у школах та університетах Галісії. Реінтеграціоністи стверджують, що офіційний стандарт запроваджений іспанським урядом з прихованим наміром віддалити галісійську мову від португальської.
У 2014 році парламент Галісії ухвалив Закон про використання португальської мови та зв'язки з португальською мовою, що сприяє викладанню португальської мови на всіх освітніх рівнях і заохочує до підтримання відносин з іншими португаломовними країнами. У тексті закону галісійсько-португальські мовні зв'язки описано так:
Власна мова Галісії, через її взаємозрозумілість із португальською, дає галісійським громадянам цінну конкурентну перевагу в багатьох аспектах, а саме в культурному, а також економічному плані. З цієї причини ми маємо озброїтися навчальними та комунікативними методами, які дозволять нам природним чином розвиватися тією мовою, що близька для нас і дає нам чудову міжнародну проєкцію.
Тривалий час серед прихильників реінтеграціонізму точилася дискусія про те, яку мовну норму використовувати:
- португальський мовний стандарт;
- стандарт із незначними відмінностями;
- варіативний стандарт, що ґрунтуватиметься на повторному зближенні обох мов через нову лузофонську правописну угоду, яка б оформила особливі регіональні варіанти португальської, зокрема галісійський, а також розходження португальських діалектів (особливо в Південній Америці).

У 2017 році Галісійська мовна асоціація, спільно з іншими лузистськими групами, розробила зведення правил, відоме як «Сучасний галісійський правопис: злиття з португальською мовою у світі». Цей документ уніфікував різні підходи до мовного зближення, встановивши єдину альтернативну норму галісійської, або португальської, мови.

## Молдовський
«Молдавська» — назва, вживана щодо румунської мови в Радянській Молдові. Після проголошення незалежності використовується проросійськими та молдовеністськими колами, що культивують ідею окремішності молдован і місцеву національну ідентичність. Молдовська мова згадується в ст. 13, п. 1 Конституції Республіки Молдова як державна мова, водночас у Декларації незалежності Молдови офіційною мовою названо румунську.

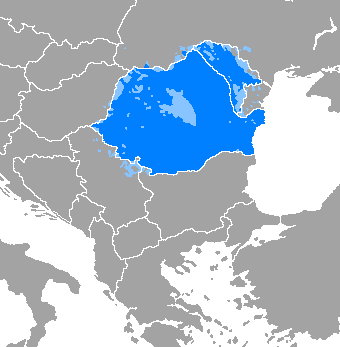
Поширеність румунської мови

У 2013 році Конституційний суд Молдови виніс ухвалу, що Декларація незалежності Молдови має перевагу над ст. 13 Конституції, а отже, офіційною мовою республіки є «румунська», а прикметник «молдовська» є альтернативною назвою, необов'язковою до використання.
За часів СРСР радянська влада офіційно визнавала молдован окремим народом і всіляко підтримувала ідею молдовської мови, окремої від румунської. У 1920 — 1930-х роках більшовики намагалися штучно створити на території Молдавської АРСР молдовську літературну мову, в якій 40 % слів мали слов'янські корені і яка функціонувала на основі кириличного письма, а також розробили програму дій, спрямованих на формування молдовської національної свідомості, що мало спонукати молдован (румунів) Басарабії відколотися від Румунії. Це супроводжувалося запеклими дискусіями між «самобутниками», які відстоювали ідею літературної мови на основі діалектів Наддністрянщини, і «румунізаторами», що орієнтувалися на румунські літературні норми.
Після анексії Басарабії СРСР та утворення Молдавської РСР виявилося, що придністровські діалекти малозрозумілі основній масі молдован. Через це 1951 року за підтримки Л. І. Брежнєва (тоді першого секретаря ЦК Компартії Молдови) було проведено реформу: мовна норма стала ґрунтуватися на діалектах Басарабії та стала значно ближчою до румунської літературної мови, хоч і зберігала кириличну графіку.
З 1989 року офіційна мова Молдови перейшла на латинську графіку й зазнала зворотного зближення з румунським мовним стандартом.
Нині популяризатором ідей молдовського лінгвосепаратизму є Васіле Стать, місцевий лінгвіст і політик, автор Молдовсько-румунського словника (рум. Dicționar moldovenesc-românesc), що спричинив хвилю критики як у Молдові, так і в Румунії.
В автономії Гагауз Єрі молдовська є однією з трьох офіційних мов (поряд із гагаузькою та російською).
Також однією з офіційних мов невизнаної Придністровської Молдавської Республіки (поряд з українською та російською) є «молдавська мова на основі кириличної графіки».

## Сербохорватський
Переважна більшість мовознавців, що спеціалізуються на слов'янських мовах, вважають сербохорватську структурно та граматично єдиною мовою, що з лінгвістичного погляду поділяється на чотири наріччя — кайкавське (на північному заході переходить у словенську мову), чакавське, торлацьке (перехідне до болгарської) і штокавське. Останнє, як найбільш поширене, стало основою для сербохорватської літературної мови, а після розпаду Югославії і втрати цією мовою єдиної кодифікації — для сербської, хорватської, боснійської та чорногорської національних мов.

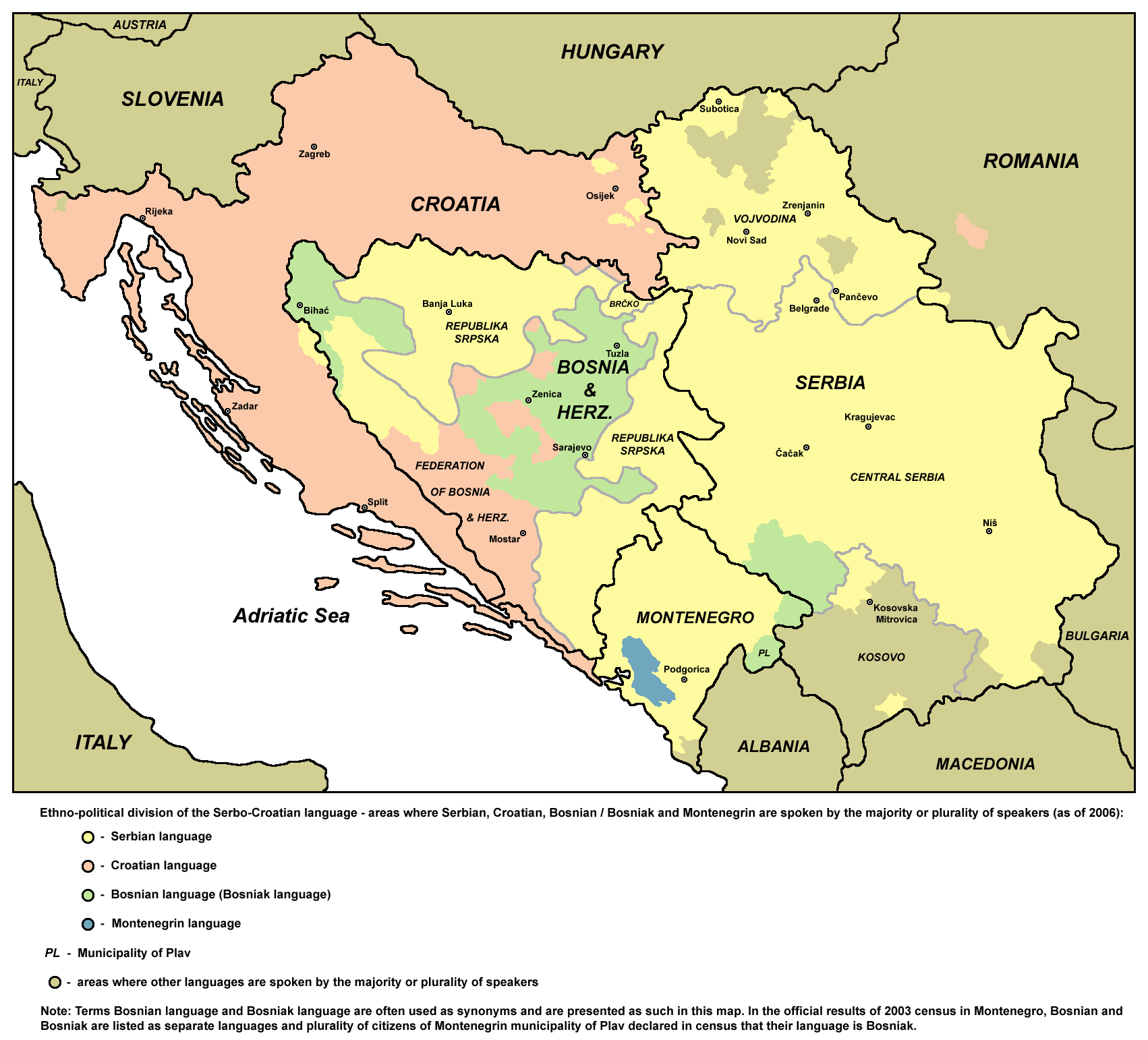
Поширення сербської, хорватської, боснійської та чорногорської мов станом на 2006 рік

Створення окремих взаємозрозумілих стандартизованих варіантів зумовлене тим, що серби, хорвати та боснійці сповідують різні релігії (православ'я, католицтво та іслам відповідно), належать до різних культурних світів і мають яскраво виражену національну свідомість, незважаючи на те, що протягом століть більша частина цих народів жила пліч-о-пліч під владою іноземних правителів.
З (соціо-)лінгвістичного погляду спільна сербохорватська мова все ще існує. Це плюрицентрична мова, що розвивається в чотирьох нормативних різновидах: хорватському, боснійському, чорногорському та сербському, які добровільно віддаляються. Іноді ці мовні стандарти називають мовами Ausbau. Однак мови Ausbau повинні мати різні діалектні основи, тимчасом як стандартизовані варіанти сербохорватської мають однакову діалектну базу — штокавське наріччя (зокрема, східногерцеговинський діалект).
Проблеми так званих ausbau-мов у термінології Гайнца-Клосса схожі, але ні в якому разі не ідентичні проблемам варіантів. Серед ausbau-мов є пари стандартних мов, побудовані на різних діалектних основах [...].
Різниця між цими парними ausbau-мовами і стандартними мовними варіантами полягає в тому, що варіанти мають сливе ідентичну матеріальну (діалектну) базу, різним є лише розвиток процесу стандартизації, тимчасом як парні стандартні мови мають більш чи менш відмінну діалектну основу.
Клосс протиставляє мови Ausbau не тільки мовам Abstand, але й поліцентричним стандартним мовам, тобто двом варіантам одного й того самого стандарту, як-от сербохорватська, молдовська і румунська, а також португальській мові Бразилії та Португалії.
Але навпаки, такі пари як чеська і словацька, болгарська і македонська, данська і шведська, є прикладами літературних стандартів, заснованих на різних діалектах, що їх на дописьмовій стадії лінгвісти вважали б діалектами однієї мови.
Нині сербохорватський мовний сепаратизм є явищем, що має підтримку інституційної більшості й суспільного консенсусу. Тим не менш, це не дає підстав стверджувати про виникнення ausbau-парадигми у випадку хорватської, боснійської, чорногорської та сербської стандартних мов, оскільки розриву між ними не сталося. Рівень взаємозрозумілості між цими стандартами вищий, ніж між стандартними варіантами англійської, французької, німецької чи іспанської мов.

### У хорватській мові
Хорватський лінгвосепаратизм тісно пов'язаний з ідеями «мовної чистоти». Хорватські мовознавці, зокрема Златко Вінс, виявляють у хорватській літературі тенденцію до високої оцінки слів слов'янського походження та уникання іншомовних запозичень. Вважається, що рівень і методи очищення мови в різні періоди були відмінними, але прагнення до чистоти й вибірковості може бути засвідчене навіть у давніх дубровницьких письменників, а також у Павао Вітезовича. Таким чином робиться висновок, що сучасна хорватська мова продовжує традиції старої хорватської літератури.

#### Історичне коріння
Причини хорватського мовного сепаратизму сягають корінням у XVI століття — початок масового переселення хорватів, що говорили чакавським наріччям, із земель Хорватського королівства на північ, зумовленого османським вторгненням на Балканський півострів.
До турецької навали ареал чакавського наріччя охоплював більшу частину північно-західної Хорватії на південь од річки Купа, Лику, частину західної Боснії до Уни, Далмацію та практично всі острови. У XIV — XV століттях чакавщина міцно утвердилася як перша мова хорватської літератури, поряд із чакавсько-церковнослов'янською й чакавсько-штокавською (щакавською) сумішами на більшій частині Боснії, і досягла вершини свого розвитку в творах Марка Марулича та Петара Гекторовича. 1595 року Фауст Вранчич уклав перший хорватський словник на переважно чакавській народній основі (лат. Dictionarium quinque nobilissimarum Europae linguarum, latinae, italicae, germanicae, dalmaticae et ungaricae).

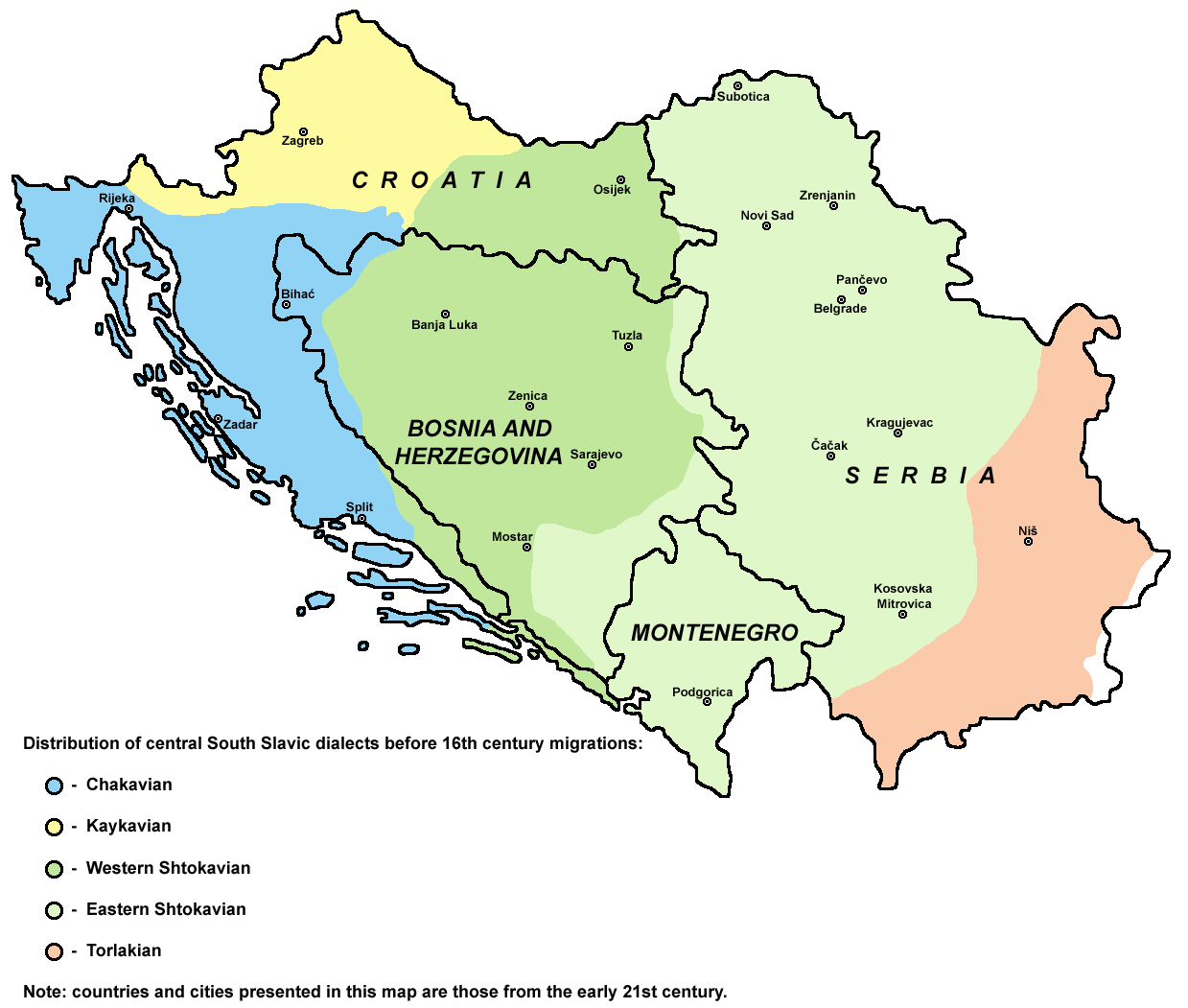
Історична поширеність сербохорватських діалектів до початку балканських міграцій XVI ст.
Чакавське наріччя позначено блакитним (від Цетини, Динарського нагір'я майже до Уни — на сході, кайкавського наріччя та словенської мови — на півночі).

Міграція носіїв чакавського наріччя з земель його історичної поширеності призвела до того, що більшість хорватських міст спорожніли, а 1538 року імператор Священної Римської імперії Фердинанд I надав дозвіл на їхнє заселення біженцями з захоплених османами центральної Сербії, Косова й Боснії. Жителі цих територій були православними християнами, що говорили штокавськими говірками. У прикордонних областях Габсбурзької монархії було утворено військову адміністрацію, що отримала назву Військова границя (нім. Militargrenze, серб. Воjна краjина). Православні селилися в спустошених поселеннях центральної Хорватії, Славонії та північної Далмації, і ставали на довічну військову службу, зобов'язуючись обороняти кордони імперії. За це їх було звільнено від податків і повинностей, даровано землі та свободу віросповідання. У сербській історіографії ці переселенці вважаються сербами, однак хорватський церковний історик Миле Богович вказує на викривлене цитування архівних записів сербськими науковцями, зокрема Алексою Івичем, Никодимом Милашем і Йованом Радоничем. Записи свідчать про прибуття в Хорватію «православних», «волохів», «морлахів» або просто «греків», тимчасом як наведені історики пишуть про згадки «сербів». Відповідно до неупередженого прочитання історичних документів, хорватські науковці підкреслюють волоське походження переселенців, припускаючи незначні сербські вкраплення. Більшість біженців-хорватів переселилися в землю Бургенланд, де з часом кодифікували власний літературний стандарт — градищансько-хорватську мову на чакавській основі.
Балканські міграції кардинально змінили етно-мовну картину Балкан, зокрема хорватських історичних земель. Такий стан речей зумовив потребу в асиміляції прийшлого волоського та сербського населення. Хорватизація православних була тісно зв'язана з релігійними формами асиміляції. Певні групи волоського та сербського населення піддавалися окатоличенню й акультурації, що на практиці призводило до прийняття під впливом хорватського духівництва нової етнічної ідентичності. Це явище яскраво проявилося серед біженців, що поселилися в маєтках хорватської знаті в Бановині, а також у деяких місцевостях Крайни, про що свідчить приклад хорватизації сербського населення Жумбераку. Одним з інструментів не тільки релігійної, але й етнічної конверсії православних, була уніатська Крижевецька єпархія.
Поширення сербської свідомості серед православних волохів, одночасно з успішною асиміляцією православного населення хорватами протягом наступних століть, призвели до того, що станом на початок XIX століття на хорватських землях сформувалася значна сербська діаспора, а близько половини всіх хорватів-католиків розмовляли штокавщиною. Це зумовило виникнення в хорватських інтелектуальних колах 1830-х років ідеї «іллірійської нації» — руху, що прагнув до політичного й етно-мовного об'єднання південних слов'ян. Головними діячами цього руху стали Янко Драшкович і Людевит Гай, який створив для хорватської мови латинську абетку чеського зразка, що одержала назву «гаєвиця». У 1835 році Гай засновує часопис Hrvatske novine, що був видавався кайкавським наріччям, а з 1836 року перейшов на штокавське. 1850 року у Відні хорватські й сербські культурні діячі уклали літературну угоду, що декларувала єдність сербохорватської (або хорватосербської) мови. Хорвати прийняли штокавський стандарт Вука Караджича з умовою використання на письмі не сербської кирилиці, а латинської абетки Людевита Гая. Віденська угода встановила для сербів і хорватів дві вимовні норми — екавську (лес, река) та ієкавську (lijes, rijeka) відповідно.
Вук Караджич у своїй праці «Серби всі та всюди» доводив, що всі носії говірок штокавського типу є етнічними сербами незалежно від віри, яку вони сповідують.
Жителів Далмації, Істрії та островів Адріатики, що говорили чакавщиною, він вважав «справжніми хорватами», а носіїв кайкавського наріччя відносив до словенців. Думку Караджича поділяли засновники наукового слов'янознавства: Йосеф Добровський, Павел Йозеф Шафарик і Єрней Копітар. Один з найвідоміших сербів римокатолицького віросповідання, мовознавець Милан Решетар, у праці «Штокавський діалект» повідомляв, що всі вітчизняні та зарубіжні дослідники його часів вважають штокавське наріччя характерним для сербів, чакавське — для хорватів, а кайкавське — для словенців. Решетар бачив причину суперечностей між південнослов'янськими народами у включенні кайкавців та значної частини штокавців до хорватської політичної нації, що, на його думку, не мало наукового підґрунтя.
Деякі серби сприймали вибір штокавського наріччя літературним стандартом хорватської мови за привласнення чужої мови. Свідченням цього є лист Йована Живановича, надісланий Милану Йовановичу-Батуту 1890 року, в якому, серед іншого, написано:
Серби страшенно помиляються, коли не пишуть південним [ієкавським] діалектом [...] бо в підсумку хорвати казатимуть: «це наша мова» [...] Ми пишемо інстинктивно добре й без граматики. А чому? Тому що пишемо своєю мовою. Це ознака того, що це наша мова, а не хорватська, бо хорвати мусять вивчати [штокавську] граматику.
З іншого боку, видатний хорватський лексикограф Богослав Шулек відкидав такі погляди:
Той, хто хоче відмовляти народу в існуванні, має добре озброїтись аргументами, заснованими на природі речей, і свідченнями, що підтверджені історією.
У статті «Серби і Хорвати» — об'ємному тексті з хорватської історії, літератури та філології, Шулек полемізував з твердженням про сербський характер всієї штокавської літератури, вказуючи на те, що письменники південного узбережжя Далмації називали свою мову «хорватською». Він наводив чимало письмових пам'яток, де хорватську мову згадано в заголовку, і підкреслював, що не існує жодної старовинної книги, написаної глаголицею чи кирилицею, де б автор визначав свою мову як сербську. Справді, навіть у книгах, написаних боснійською кирилицею, автори називають свою мову «хорватська» або «слов'янська». На думку Шулека, хорватські письменники не могли називати свою мову сербською, бо протягом своєї історії серби використовували для літературних потреб суміш церковнослов'янської, російської та сербської мов. З огляду на це, Шулек підсумовував, що чиста штокавська «розквітла лише в хорватів сьогодні».
У Сербії, з початку 90-х років і донині, представники наукового сербознавства (Милош Ковачевич, Радмило Мароєвич, Петар Милосавлєвич) вважають, що лінгвонім «сербохорватська» є ще однією назвою сербської літературної мови, і доводять, що «так звана хорватська літературна мова ― це загребський варіант сербохорватської мови».
Новоштокавські діалекти стали основою хорватської літературної мови через соціальні обставини, що зумовили витіснення чакавського наріччя на периферію етномовного простору і ослаблення заснованої на ньому культури. Швидке розповсюдження художньої та релігійної літератури штокавським наріччям, очищеним від церковнослов'янського впливу, визначило вектор хорватської мовної стандартизації.
Видатний хорватський мовознавець Далибор Брозович описав це так:
Хорватська мовна історія, можливо, не завжди достатньо чітко додержувалася своєї мети, але шлях до неї все ще досить ясний. Глаголичні та кириличні хорватські твори перекладено латиницею, проте зворотних дій не було. Кайкавські й чакавські письменники так само писали штокавською, але обернені процеси невідомі. Неновоштокавські штокавці прийняли новоштокавську норму, однак зворотного не сталося. Ікавці пишуть ієкавицею, та не навпаки.

#### У ХХ столітті
1918 року хорватські землі увійшли до Королівства Сербів, Хорватів і Словенців, у якому панівною була думка, що всі народи новоствореної держави розмовляють однією мовою. Мовна політика королівства виражена у Відовданській конституції, де офіційною мовою держави зазначено «сербсько-хорватсько-словенську».
Пізніше, в часи Другої світової війни, мовний сепаратизм розквіт у фашистській Хорватії. Влада усташів провадила політику «очищення» хорватської мови від «сербізмів» та їхньої заміни неологізмами (munjovoz, krilnik та інші). Більша частина нових слів вийшла з ужитку після закінчення війни, однак відмінності між загребською і белградською літературними нормами зберігалися. Видані в цих містах у повоєнну добу словники, надавали перевагу власним лексичним одиницям, ігноруючи лексику та фразеологію, притаманні другому мовному варіанту.
У соціалістичній Югославії політика мовного об'єднання посилилася. Белградська термінологія домінувала в ЗМІ, а також у військовій, адміністративній, дипломатичній і юридичній царинах. Югославська влада звинувачувала противників об'єднання в симпатіях фашистському режиму, а літераторів і мовознавців, що вживали неологізми в своїх працях, піддавала репресіям. Наприклад, у 1987 році хорватський лікар Іван Шретер був засудженний до тюрми на 50 діб за використання терміна umirovljeni časnik (відставний офіцер) замість дозволеного penzionisani oficir у медичній картці пацієнта.
16 березня 1967 року представники хорватської інтелігенції, серед яких Мирослав Крлежа, Радослав Катитич, Томислав Ладан і Далибор Брозович, підписали Декларацію про назву і статус хорватської літературної мови, у якій вимагали рівноправності для сербської, хорватської, словенської і македонської мов у Югославії, а також права на використання хорватської мови в усіх органах влади Соціалістичної республіки Хорватія. Водночас, провідне товариство хорватської культури «Матиця хорватська» (хорв. Matica hrvatska) відмовилося закінчити спільний Словник сербохорватської літературної та народної мови, який писався в співпраці з «Матицею сербською» 10 років і мав включати близько 300 тис. слів. Цією декларацією, попри опір югославського уряду, була зупинена політика мовного об'єднання.
У 1971 році хорватські мовознавці Степан Бабич, Божидар Фінка та Милан Могуш, опублікували «Хорватський правопис» (хорв. Hrvatski pravopis). Слово «хорватський» у заголовку (замість офіційного «сербохорватський») було викликом югославському федералізму, тож працю негайно заборонили, а всі примірники знищили. Але одна з копій потрапила в Лондон, де її опубліковано. Нині 4-те видання книги вважається стандартною граматикою хорватської мови.

#### Сьогодення
З 1990-х років у Хорватії спостерігається повернення до мовної політики часів устаського режиму. Проголошення незалежності країни в 1991 році зумовило скасування заборони на публічне використання неологізмів воєнної доби в сферах керівництва, освіти й армії. Наслідком цього став перехід раніше заборонених слів до активного слововжитку, без будь-якого стилістичного маркування. Нині за чистотою хорватської мови слідкують «коректори» (хорв. lektori), які практикують форму мовної цензури. Незважаючи на інституційні методи хорватського лінгвосепаратизму, значна частина хорватського суспільства виступає проти такої політики.

## Македонський
Існування самостійної македонської мови є предметом суперечок між лінгвістичними колами Болгарії та Північної Македонії. Північномакедонське суспільство утверджує окремішність і самобутній історичний розвиток македонської мови, тимчасом як широка громадськість Болгарії, а також більшість її науковців, не визнають сучасну македонську націю, вважаючи македонців болгарами, а македонську мову південно-західним регіональним варіантом болгарської мови (т. зв. македонська літературна норма). Ця точка зору є офіційною для влади сучасної Республіки Болгарія. У Північній Македонії таку позицію сприймають як прямий замах на македонську ідентичність і національну незалежність.

### Кодифікація

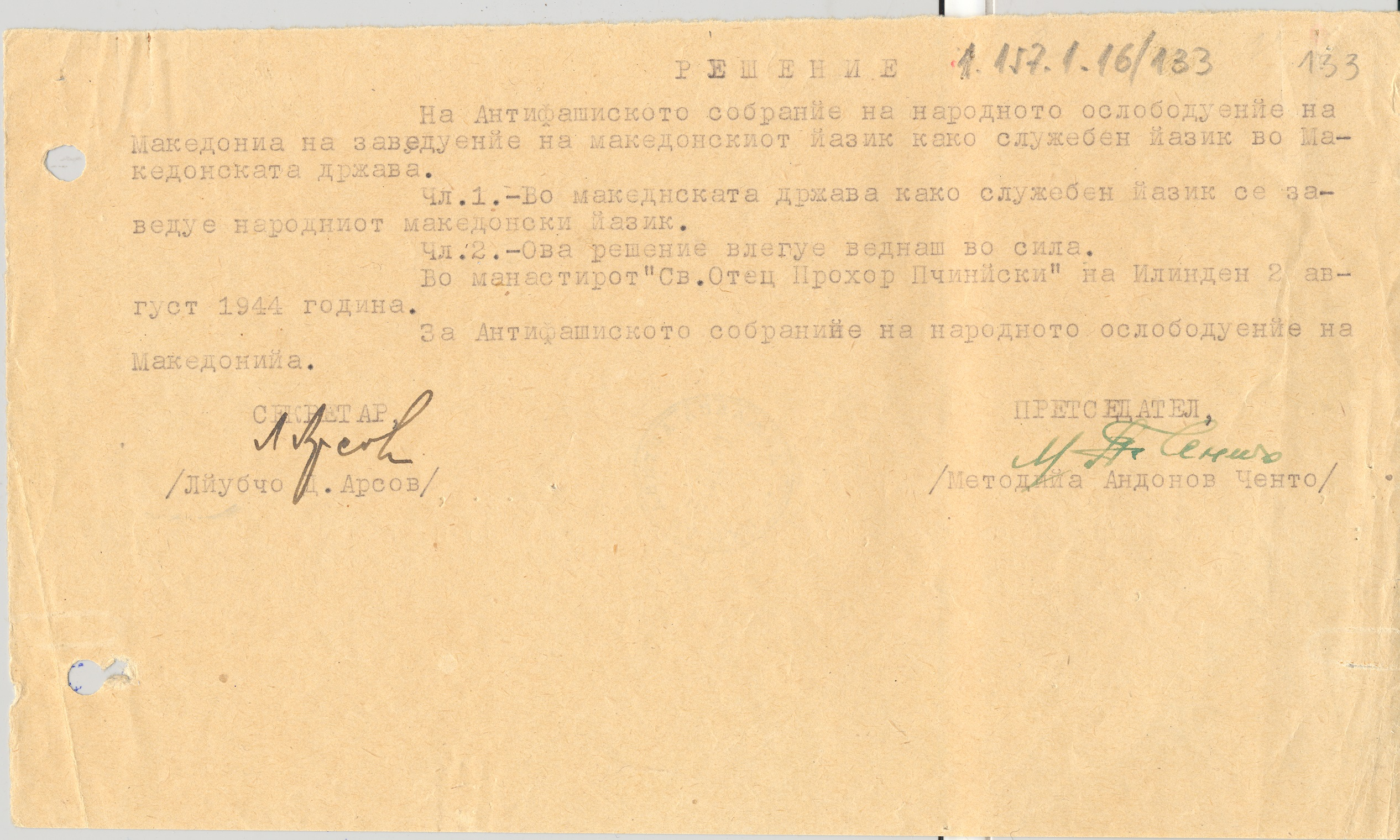
Факсиміле рішення АЗНВМ про запровадження македонської мови як офіційної з підписами Любчо Арсова та Методі Андонова-Ченто

Основи сучасної македонської літературної мови було закладено 1944 року після болгарської окупації Вардарської Македонії, коли Антифашистські збори народного визволення Македонії ухвалили рішення Про введення македонської мови як офіційної мови македонської держави. У листопаді 1944 року президія АЗНВМ створила комісію з питань мови та правопису, яка складалася з місцевих викладачів і громадських ентузіастів, і мала вносити пропозиції щодо алфавіту та правопису нової письмової норми. Мовна комісія збиралася з 27 листопада по 4 грудня 1944 року, пропонуючи взяти за основу літературної норми центральні говори західного наріччя (відомі в болгарській діалектології як середньомакедонські говірки південно-західних говорів західноболгарського наріччя). Комісією так само внесено пропозицію щодо нової абетки, яка являла собою болгарську абетку, дещо відозмінену згідно з фонетичним принципом. Проте пропозиції комісії були відхилені Антифашистськими зборами, які скликали другу і, згодом, третю комісію, що затвердили абетку, цілком засновану на сербській вуковиці з додаванням специфічних літер (Ѓѓ, Ќќ, Ѕѕ).

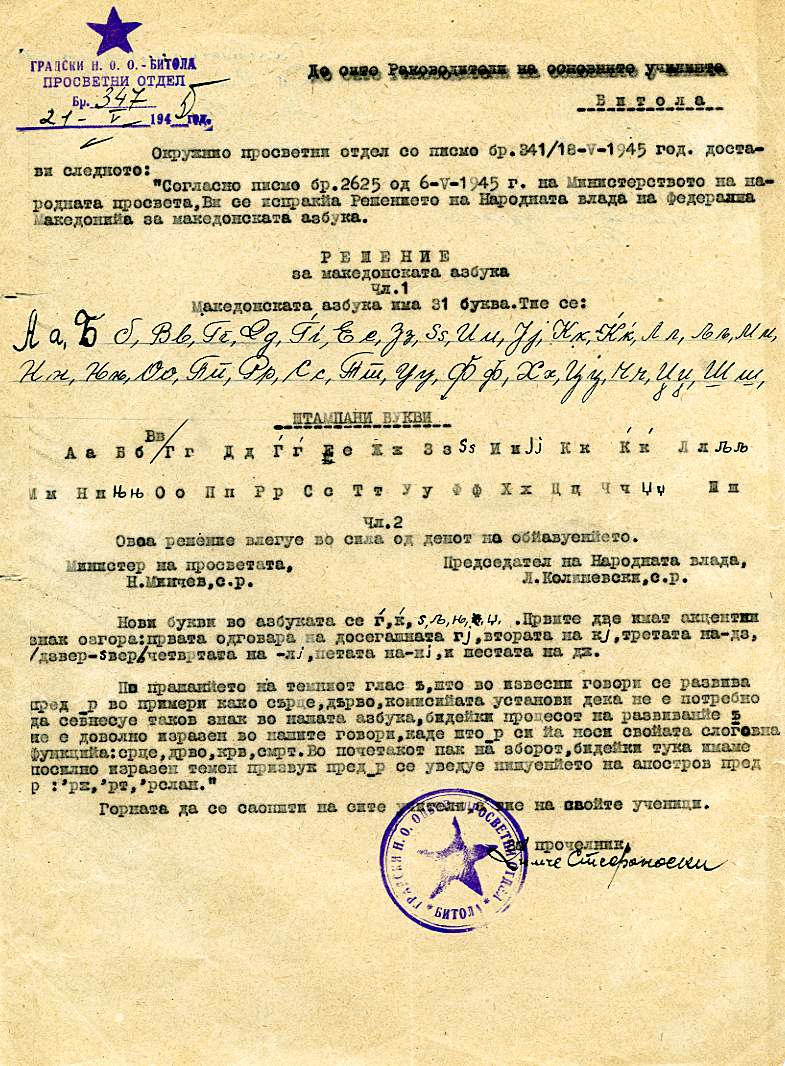
Рішення щодо македонського алфавіту від 1 травня 1945 року, написане на болгарській друкарській машинці з використанням Й. Присутні рукописні Ѕ, Ј та Џ, і діакритичні знаки для Ѓ та Ќ. Відмова від Ъ, разом із запозиченням Ј, Џ, Љ та Њ, призвели до звинувачень АЗНВМ у сербізації.

## Гінді та урду
Сучасні стандартні мови гінді та урду засновано на делійському діалекті кхарі-болі, що всотав перську, арабську, санскритську й тюркську лексику. З граматичного погляду гінді та урду є однією мовою (гіндустані), розмовні форми двох стандартів сливе ідентичні. Проте мови відрізняються системами письма (гінді використовує складове письмо деванаґарі, урду — персько-арабську в'язь), літературними прийомами, науковим і технічним словником: урду зберігає сильніший перський, а гінді — санскритський вплив. По суті, лексика є тим, що відрізняє урду та гінді.
До розділу Індії терміни «гіндустані», «урду» й «гінді» були синонімами. Релігійний характер розділення спричинив у новопосталих державах хвилю мовного сепаратизму та пуризму, що призвело до утвердження в індуїстській Індії стандарту гінді, а в мусульманському Пакистані — урду.